# Gorica (gmina Črnomelj)
Gorica – wieś w Słowenii, w gminie Črnomelj. W 2018 roku liczyła 9 mieszkańców.